# Biz Stone
Biz Stone, de son vrai nom Christopher Isaac Stone est né le 10 mars 1974. Il est notamment connu pour être le cofondateur et le directeur artistique du site de microblogging Twitter. Il a également aidé à créer et lancer Xanga, Blogger, Odeo et Obvious en Juin 2011 avec ses collaborateurs de longue date Evan Williams et Jason Goldman. Leur but était de se concentrer sur la création de systèmes qui aideraient les personnes à travailler ensemble pour améliorer le monde. Biz Stone est actuellement directeur artistique chez Obvious.

## Formation
Biz Stone est diplômé de la Wellesley High School dans le Wellesley (Massachusetts). Il a ensuite continué ses études à l'université du Nord-Est.

## Carrière
Son entreprise Obvious a déjà soutenu des entreprises telles que Neighborland, Pinwheel (désormais Findery) et Lift. En août 2012, Stone et son associé Evan Williams annoncent leur nouveau projet sous la tutelle d'Obvious, il s'agit d'une plateforme de publication nommée Medium.
Biz Stone a également été juge pour les Webby Award 2012 en sélectionnant le vainqueur de ceux-ci, en compagnie de la fondatrice du Huffington Post, Arianna Huffington et du créateur de téléphone portable Martin Cooper.
Stone va faire ses débuts en tant que réalisateur en compagnie de Ron Howard et Canon USA afin de réaliser un court métrage dans le cadre du projet Imaginat10n. Stone décrit cela comme une occasion de développer son esprit créatif.

## Vie privée
Stone est un végan, il l'est devenu après avoir visité la Farm Sanctuary, une organisation de protection des animaux. Stone soutient des causes telles que le bien-être animal, l'écologisme, la lutte contre la pauvreté, la santé et l'éducation.
Biz habite dans le comté de Marin en Californie, avec sa femme Livia. Ensemble, ils ont fondé la Biz et Livia Fondation, qui promeut l'éducation en Californie.

## Récompenses et distinctions
Au cours de sa carrière professionnelle, Biz Stone aura reçu de nombreuses récompenses et honneurs. En voici une liste non exhaustive :
- « Nerd » de l'année en 2009 par le magazine GQ[13] en compagnie d'Evan Williams
- L'une des personnes les plus influentes du monde par le magazine Time[14]
- Entrepreneur de la décennie par Inc. Magazine[15]
- L'une des 10 personnes les plus influentes à l'ère du numérique par le magazine Vanity Fair[16]
- Il a reçu la première récompense dans la catégorie Innovation en 2010 de la part du Centre International des Journalistes[17]

## Publications
Stone a publié deux ouvrages concernant les blogs, Blogging: Genius Strategies for Instant Web Content (New Riders, 2002) et Who Let The Blogs Out? (St Martins, 2004). En complément de son blog personnel déjà bien fourni, Stone publie un op-ed dans le magazine The Atlantic. 